# Drako Motors
Drako Motors – amerykański producent elektrycznych samochodów osobowych z siedzibą w Los Angeles działający od 2013 roku.

## Historia
Startup Drako Motors został założony w 2013 roku w amerykańskim mieście San Jose przez dwójkę kalifornijskich przedsiębiorców, Deana Drako i Shiva Sikanda. Początkowo za cel obrano rozwój oprogramowania i systemów operacyjnych razem z własnej konstrukcji samochodami elektrycznymi. Pierwszy prototyp Drako został opracowany we współpracy z fińskim Metropolia University w postaci sportowego pojazdu wyposażonego w cztery silniki elektryczne.
Pierwszym seryjnym pojazdem Drako został 4-drzwiowy, 4-miejscowy sedan oprarty na platformie Fiskera Karma o nazwie Drako GTE. Jego premiera odbyła się w 2019 roku, zapowiadając na kolejny, 2020 rok plan zbudowania limitowanej serii 25 egzemplarzy z ceną 1,25 miliona dolarów amerykańskich za sztukę.

## Modele samochodów

### Obecnie produkowane
- GTE

### Studyjne
- Drako Dragon (2022)